# Чертополох
Чертополо́х (лат. Cárduus) — род растений семейства Астровые, или Сложноцветные (Asteraceae), распространённых в Европе, Азии и Северной Африке.

## Название

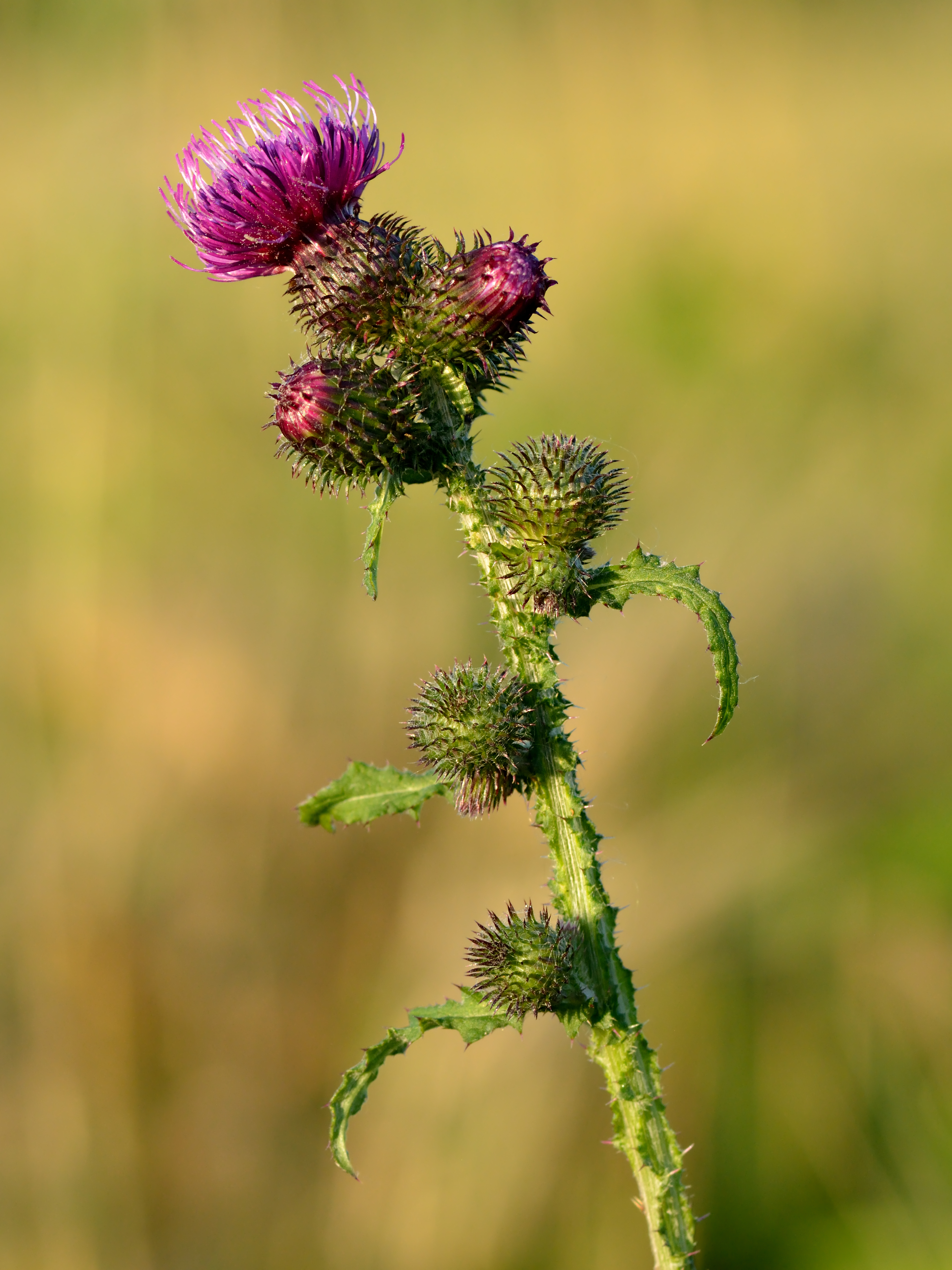
Чертополох курчавый

Родовое название лат. Cárduus — чертополох, происходит от античного латинского названия, применяемого к колючим растениям.
Русское ботаническое название рода происходит от народного названия группы сорных колючих растений, относящихся к разным видам Cardus, Arctium, Cirsium, которые ещё иногда в разных местностях продолжают называть чертополохом. Слово чертополох сложное, имеет общеславянские корни: первая часть *čъrt — ‘чёрт’, вторая *polx — глагольная основа, ср. полоха́ть ‘пугать’, переполоха́ться ‘испугаться’ и др. Значение переводится как «пугающий чертей», что отражает его особую медико-магическую функцию — отгонять нечистую силу.
В. И. Даль в Толковом словаре живого великорусского языка приводит русские народные названия колючих растений разных видов Carduus, Cnicus, Cirsium: мордовник, репейник, дедовник, осот, татарник, колючник, чертополох, волчец.
В обиходном и диалектном русском языке чертополохи, рассматриваемые в широком смысле слова, входят в большую группу названий так называемых волчцев, — образующих бурьян колючих или просто сильных сорных растений, имена которых в большой степени взаимозаменяемы. Помимо главного фитонима для колючих сорных растений, которым в целом признан чертополох, волчцы включают в себя общий набор титульных «трав запустения», включающий в себя такие многозначные народные (обиходные) названия, как: будяк (бодяк), дедовник (дед), лопух, репей (репейник), мордвин (мордовник), осот, татарин (татарник)...:62

## Биологическое описание
Большая часть представителей рода — колючие травянистые растения. 
Во многом похож на Бодяк (Cirsium), отличающийся в основном хохолком, состоящим только из капилляров, а вовсе не перистыми щетинками; стебель обычно с шипами; семянки четырехугольные или несколько уплощенные, с 5–10 или более нервами или без нервов. 

Диаграмма соцветия

Некоторыми видами чертополоха питаются личинки бабочек — гусеницы.

## Хозяйственное значение
Почти все чертополохи — хорошие медоносы. Некоторые весьма декоративны, но в то же время являются сорняками. В семядолях содержится жирное масло.

## Чертополох в культуре и этнографии
Растению приписывались не только вредные для человека свойства, но и способность магического воздействия на злых духов. Чертополохом окуривали хлева, стремясь охранить скот от болезней.

## Народные приметы
В устойчивую погоду колючки чертополоха расходятся в стороны, в пасмурную — прижаты к головке. Народная примета.

## В символике и геральдике
Чертополох — символ Шотландии. Эмблема рыцарей Ордена Чертополоха, девиз которого лат. Nemo me impune lacessit («Никто не тронет меня безнаказанно»).

## Классификация

### Таксономия[10]
Carduus L., 1753, Sp. Pl. : 820
Род Чертополох относится к семейству Астровые (Asteraceae) порядка Астроцветные (Asterales). Кладограмма в соответствии с Системой APG IV:
|  |                                      |  |                                   |                                   |                    |  | ещё 10 семейств |               |                |                                                                                  |
|  |                                      |  |                                   |                                   |                    |  |                 |               |                | 114 подтверждённых и 125 в статусе «непроверенных» видов и инфравидовых таксонов |
|  |                                      |  |                                   | порядок Астроцветные              |                    |  |                 |               | род Чертополох |                                                                                  |
|  |                                      |  |                                   | порядок Астроцветные              |                    |  |                 |               | род Чертополох |                                                                                  |
|  | отдел Цветковые, или Покрытосеменные |  |                                   |                                   | семейство Астровые |  |                 |               |                |                                                                                  |
|  | отдел Цветковые, или Покрытосеменные |  |                                   |                                   |                    |  |                 |               |                |                                                                                  |
|  |                                      |  | ещё 63 порядка цветковых растений | ещё 63 порядка цветковых растений |                    |  |                 | ещё 1804 рода | ещё 1804 рода  |                                                                                  |
|  |                                      |  |                                   | ещё 63 порядка цветковых растений |                    |  |                 |               | ещё 1804 рода  |                                                                                  |

### Виды и инфравидовые таксоны
Некоторые из них:
- Carduus acanthoides — Чертополох колючий, или Чертополох шиповатый, или Чертополох акантовидный, или Чертополох акантолистный
- Carduus crispus — Чертополох курчавый[2]

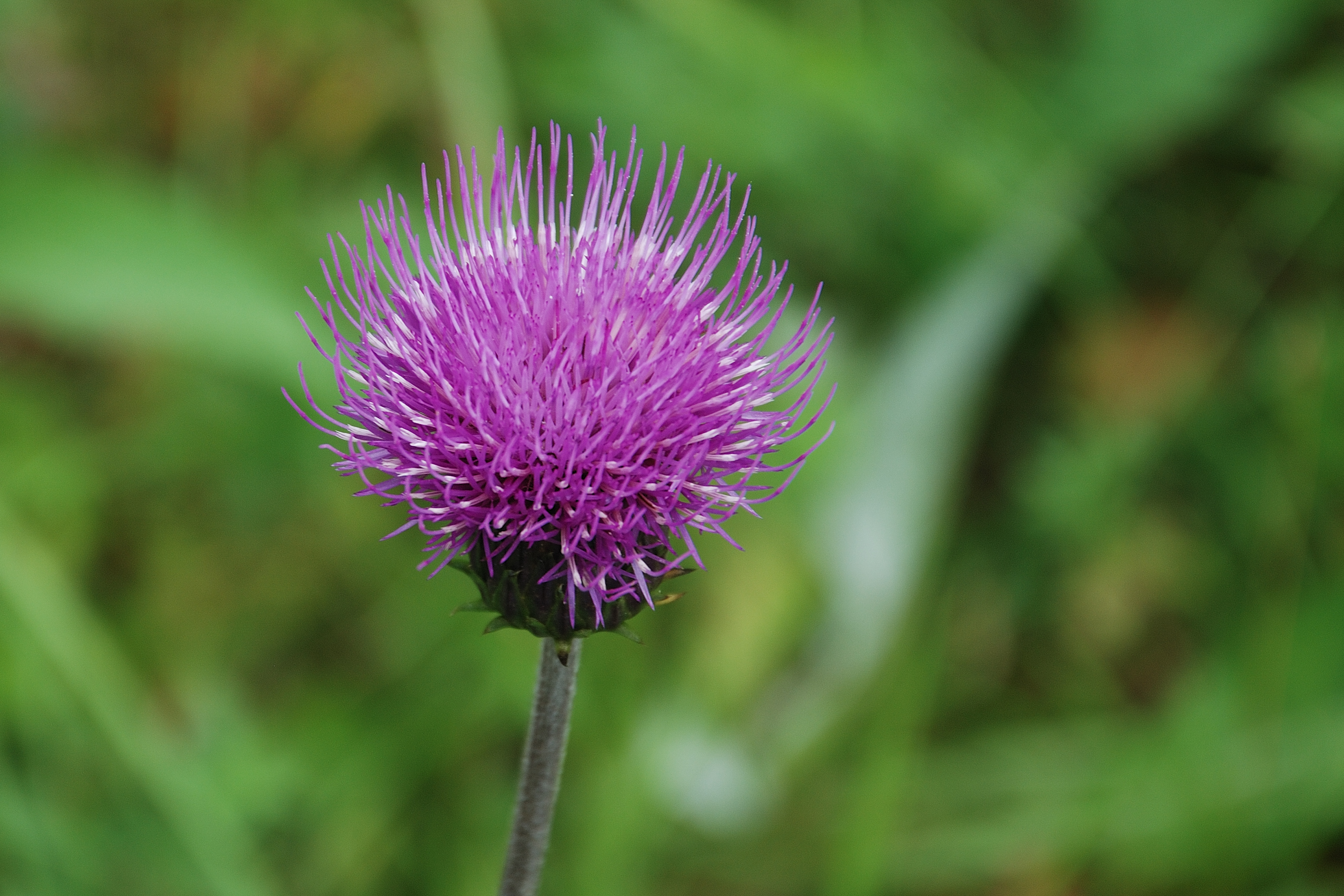
Cirsium helenioides

- Carduus hamulosus — Чертополох мелкокрючковатый, или Чертополох крючочковый
- Carduus nutans L. typus[1] — Чертополох поникший, или Чертополох поникающий
- Carduus pycnocephalus — Чертополох мелкоголовчатый
- Carduus uncinatus — Чертополох крючковатый

## Галерея

Разнообразие
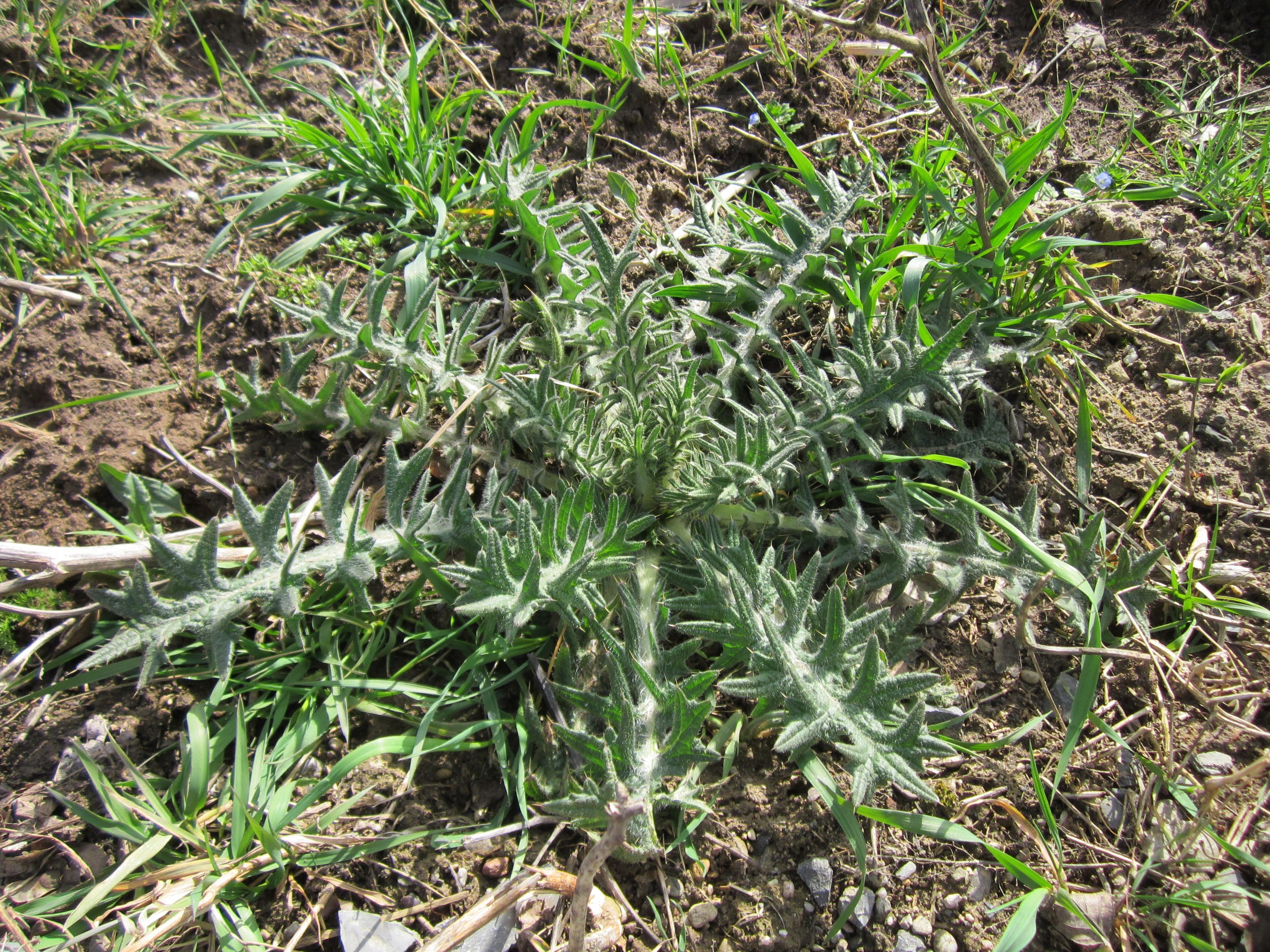
Чертополох колючий
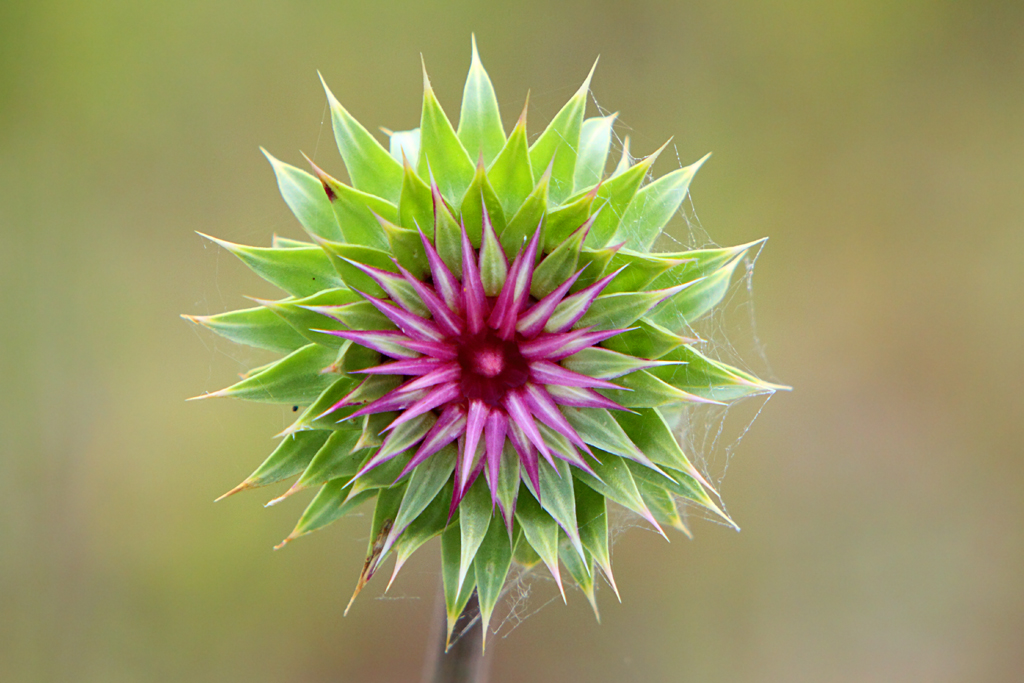
Чертополох поникающий
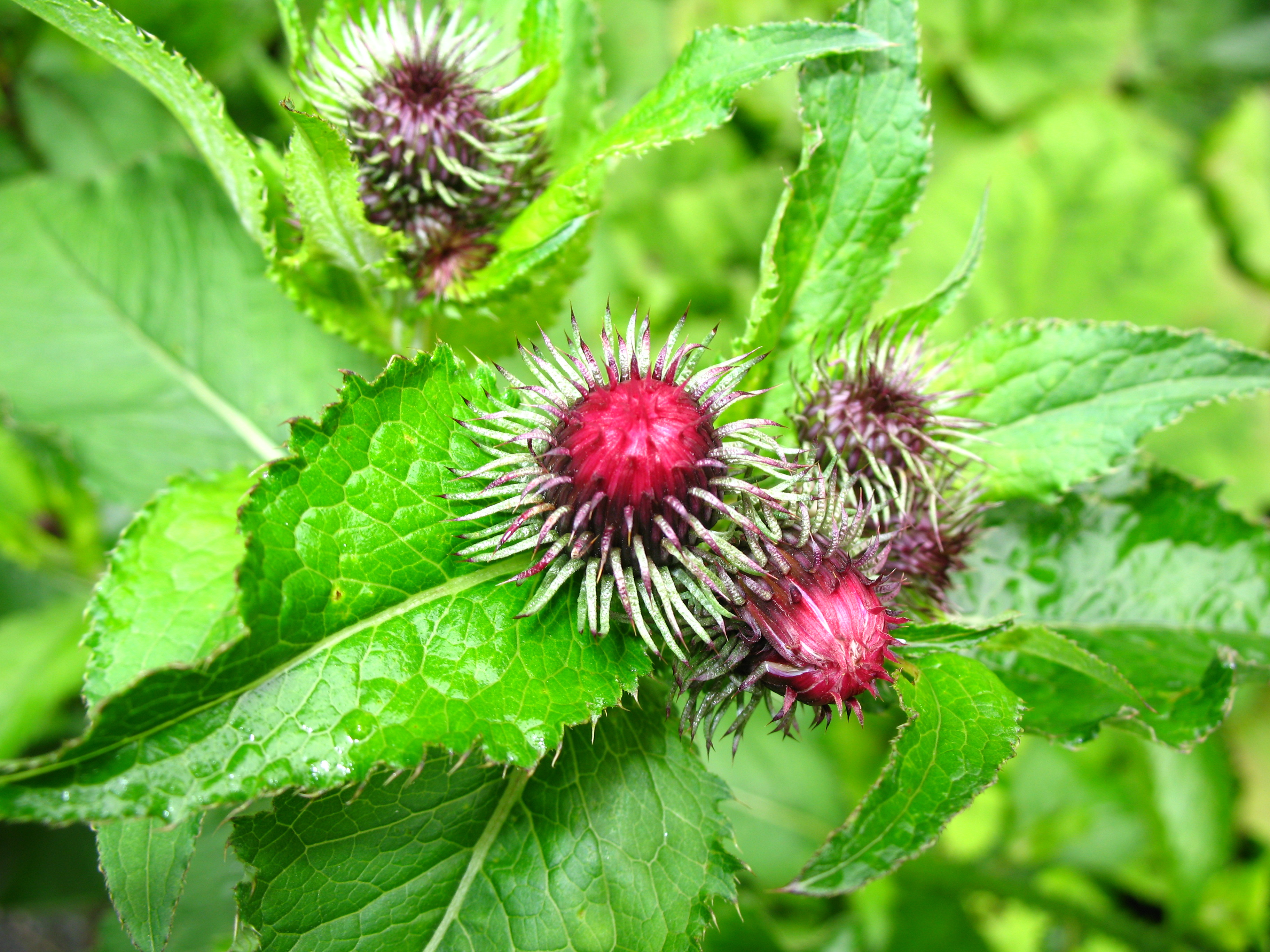
Чертополох маскированный[англ.]
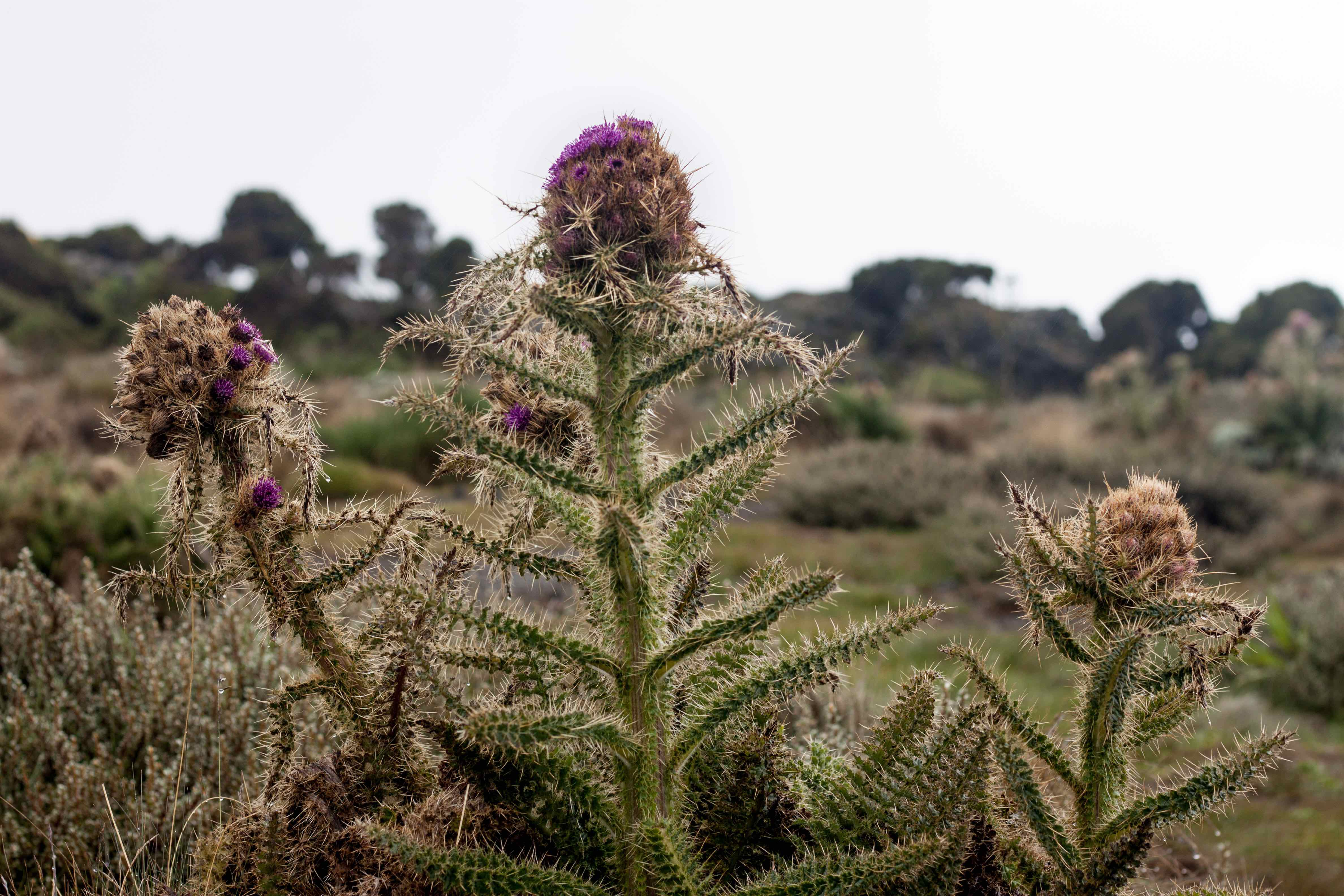
Carduus keniensis